# Wicca
Wicca är en nyhednisk, naturinriktad religiös rörelse, skapad på 1950-talet av engelsmannen Gerald Gardner.

## Etymologi
Wicca är ett gammalt engelskt ord för häxa, belagt från 800-talet. Numera används namnet för att beteckna en religion och tillhör närmast natur- och fruktbarhetsreligionerna och mysteriereligionerna. Anhängarna kallas för wiccaner (eng. wiccans). Vissa wiccaner kallar sig häxor, framförallt i USA och Storbritannien; andra gör det inte.

## Gudar
Utövarna tillber vanligen Gudinnan och hennes son/älskare Den behornade guden, vilka bland annat förknippas med månen, Diana och Moder Jord respektive solen, Pan och Cernunnos. Så kallade dianiska wiccaner vänder sig helt eller åtminstone i större utsträckning till Gudinnan. Wiccaner väljer också olika förkristna pantheon (gudavärldar) att vända sig till, till exempel den keltiska, grekiska, romerska, egyptiska, nordiska, germanska med flera. Vissa wiccaner väljer att vara eklektiska i sin trosutövning, och blandar olika äldre mytologier. 
Under inflytande av den antike författaren Lucius Apuleius och den brittiska 1900-talsockultisten Dion Fortune (pseudonym för Violet Mary Firth Penry-Evans, 1890-1946) anses ofta "alla gudinnor vara en enda Gudinna och alla gudar vara en enda Gud". I engelska betecknas dessa ibland som The Lord och The Lady eller Lord and Lady ("Herren och Frun").
Bland annat Gardners prästinna Patricia Crowther (född 1927) har spekulerat över ett opersonligt, könlöst och ofattbart gudomligt väsen, Dryghtyn (motsvarande hinduismens Brahman och kabbalans En Sof), ur vilket Gudinnan och Guden emanerar, men detta opersonliga väsen är inte föremål för kult.

## Synsätt
Wicca är en naturreligion, och många ser livet (liksom mycket annat), cykliskt snarare än linjärt. Årshjulet, med sina återkommande årstidsväxlingar är ett exempel, liksom dygnets faser, menstruationscykeln med mera. Detta synsätt stämmer också väl överens med reinkarnationstanken, som är vanlig inom wicca. Däremot finns ingen homogen uppfattning om vad som händer efter döden; det är upp till individen att avgöra vad denne tror på. Många strävar också efter att leva i samklang med naturen, åsamka så lite skada som möjligt och betonar kretsloppets betydelse. Det finns också en tanke om att det man ger ut, får man tillbaka. Det är en tanke om att alla handlingar, bra och dåliga, får konsekvenser.

## Historik
Gerald Gardner (1884-1964) återvände på 1930-talet till Storbritannien efter ett liv som tjänsteman i kolonierna. Under sin utlandsvistelse hade han intresserat sig för ostasiatisk folkmagi, och var efter sin pensionering aktiv i den brittiska hembygdsrörelsen och folklivsforskningsrörelsen. Han umgicks i slutet av 1930-talet med medlemmar av, det av George Alexander Sullivan grundade, ockulta ordenssällskapet Crotona Fellowship of Rosicrucians, initierades i en druidorden 1946, prästvigdes i en oberoende episkopal kyrka av biskop J.S.M. Ward 1946, erhöll från Aleister Crowley 1947 rätten att företräda dennes ockulta ordenssällskap Ordo Templi Orientis, och hade därför vid 1940-talets slut en bred erfarenhet av olika religiösa rörelser och deras rituella gestaltning. Idén att fira åtta årliga högtider som följer årstidscykeln lånade Gardner från Ross Nichols (1902-1975), som han var bekant med från en gemensam druidorden.
Genom egyptologen Margaret Murrays populärvetenskapliga författarskap var det, under mellankrigstiden och den tidiga efterkrigstiden, vanligt att tolka 1600-talets häxprocesser som förföljelse av en överlevande fruktbarhetsreligion från stenåldern. Blåkullaföreställningarnas djävul skulle enligt detta synsätt inte alls vara en personifikation av ondska, utan en välvillig Pan-liknande vegetationsgud. Ehuru teorin om en överlevande stenåldersreligion sedan 1970-talets början är tillbakavisad, var den levande vid tidpunkten för wiccas uppkomst, och formade de första wiccanernas självförståelse av sin religion. För flertalet nutida utövare är Murrays hypotes ovidkommande.
Det föresvävade troligen inte Murray att hennes historiska teori skulle leda till uppkomsten av nutida religioner som försöker rekonstruera en häxreligion. Genom kreativ omläsning av det folkloristiska stoffet, och genom att återerövra ordet "häxa" och fylla det med nya och positiva innebörder, grundade diverse olika personer ett antal häxreligioner, av vilka wicca är en. Vid sidan av wicca finns bland annat nordamerikanen Victor Andersons Feri-religion (gr. ca 1947), engelsmannen Robert Cochranes Clan of Tubal-Cain (och dess nordamerikanska avknoppning "1734") från 1960-talets början, de häxreligioner som åberopar sig på Paul Husons bok Mastering Witchcraft (1970) och Zsuzsanna Budapests feministiska dianiska religion (1971).
I efterhand reste Gardner – det källkritiskt obevisbara – anspråket att, under enkla och rituellt avskalade former, ha blivit invigd i ett häxcoven redan 1939, men hans äldsta beläggbara försök att själv författa wiccanska ritualer förekommer i hans 1946 författade roman High Magic's Aid. Garders äldsta beläggbara wiccanska ritualer utanför ett fiktivt sammanhang är samlade i den handskrivna Ye Bok of Ye Art Magical (1947). Boktiteln Book of Shadows om en wiccansk ritualsamling härrör från 1949. Gardner förefaller ha lett ett coven i New Forest sedan denna tid, men ritualsamlingen utökades stegvis, och de allra yngsta delarna av Gardners skuggbok författades inte förrän 1961.
Gardners ritualer, som under 1950-talets lopp utökades i samarbete med andra covenmedlemmar (exempelvis prästinnan Doreen Valiente) uttrycker ett försök att rekonstruera vad Murrays hypotetiska stenåldersreligion borde ha varit, men de är också påverkade av frimurarritualer, folkloristen Charles Godfrey Lelands kontroversiella bok Aradia (1899), Aleister Crowleys s.k. "Gnostiska mässa" och Robert Graves mytopoetiska studie The White Goddess (1948).
I början av 1960-talet organiserade Alex Sanders ett rivaliserande nätverk av coven, som utövade en mycket likartad, men inte helt identisk, form av wicca – den alexandrianska traditionen. Både gardneriansk och alexandriansk wicca spreds under 1960-talets lopp till USA och det brittiska Samväldet. Ur dessa utombrittiska coven avknoppades med tiden andra wiccanska riktningar – traditioner. Den första wicca-traditionen utan invigningskontinuitet med Gardner eller Sanders var Seax-Wica (sic!), som uppkom genom att gardnerianen Raymond Buckland gav varje läsare av hans bok The Tree. carte blanche att starta egna coven. Under inflytande av pseudonymen Starhawk förenade den amerikanska Reclaiming-traditionen både wicca, dianisk religion och Feri, och utmärkte sig för samhällsaktivism av olika slag. Trots att hennes bok The Spiral Dance (1979) inte uttrycker renodlad wicca, har den, tillsammans med Scott Cunninghams författarskap, betytt mycket för uppkomsten av sådan wicca som inte är organiserad i coven. I Sverige uppkom på 1980-talet coven som var starkt influerade av den brittiske ockultisten R. J. Stewart: "Skandinavisk Faery-wicca".

## Organisation
I Gardners ursprungliga wicca var wiccaner organiserade i grupper, s.k. covens, och Gardner motsatte sig, i en samling lagar eller regler för covenorganisation, utövande utan knytning till ett coven. Inledningsvis kunde personer endast bli wiccaner genom att genomgå en initiationsritual in i ett redan existerande coven, men alltsedan 1980-talet förekommer att personer med wiccansk trosövertygelse utövar sin religion enskilt (som s.k. solitär), utan att nödvändigtvis vara knutna till något coven. Numera kan wiccaner välja att utöva sin religion i coven eller som solitärer. Ett coven leds vanligen av en överstepräst och en översteprästinna där kunskap förs vidare genom generationer av initiater. Inom gardneriansk och alexandriansk wicca sker detta genom att varje ny initiand ordagrant kopierar sin initiators så kallad skuggbok (eng. Book of Shadows), där traditionens material finns samlat. Nya coven bildas genom avknoppning från ett befintligt coven med större medlemsantal. En solitär wiccan skapar med hjälp av allmänna källor om wiccansk tro och praxis sitt eget sätt att utöva religionen.
I den engelskspråkiga världen finns numera ett stort antal, sinsemellan olika, traditioner inom wicca (ungefär motsvarande "trossamfund" inom större religioner). Varje "tradition" hålls samman av gemensam ritualutformning och syn på sådana saker som religiös träning eller samhällsengagemang (i exempelvis miljöfrågor eller genusfrågor). De flesta, men inte alla, traditioner härstammar – direkt eller indirekt – från Gerald Gardners ("gardnerianska") eller Alexander Sanders ("alexandrianska") traditioner, men har på skilda sätt valt att avvika från dessa.

## Utövande

### Högtider
I likhet med nydruider firar wiccaner åtta högtider, så kallad sabbater per år, vilka är förknippade med årstidernas växlingar och den mytiska berättelsen om Guden och Gudinnans i samband med dessa. Högtiderna är Samhain, Yule/Midvinter, Imbolc/Brighid/Kyndelsmäss/, Ostara/Vårdagjämningen, Beltane, Litha/Midsommar, Lughnasadh/Lammas och Mabon/Höstdagjämningen. De delas ibland upp i fyra stora sabbater och fyra mindre, där solstånden och midsommar/midvinter anses mindre. En del wiccaner (företrädesvis gardnerianer/alexandrianer) firar också månens faser, vanligtvis med en mindre högtid vid fullmåne, som ibland kallas för esbat. De olika högtiderna firas vanligen med ritualer, gärna utomhus/i naturen om vädret tillåter. Ett vanligt inslag i utövandet av religionen är tron på magi.

### Ritualer
Vid ritualer upprättas ofta en cirkel, både fysiskt (exempelvis genom att markera ut de fyra väderstrecken med ljus eller liknande) och mentalt, i vilken ritualen hålls. Cirkeln fungerar som ett "heligt rum", ett temporärt tempel för att hålla den energi som reses i ritualen. Wiccaner har vanligen inte "heliga rum" i fysiska byggnader, då naturen ses som gudomlig och helig i sig själv. Många har dock ett altare stående hemma, liksom i cirkeln. I cirkeln används några redskap som underlättar visualisering, gör det lättare att fokusera samt rikta energi, varav de viktigaste kan sägas vara den rituella kniven, athame, samt bägare. Några andra är stav, svärd, pentagram; också kallad pentakel, kittel och kvast. Dessa redskap kan vara en hjälp vid ritualer; konkreta föremål för ett mer abstrakt handlande, men är inte på något sätt obligatoriska. Vissa wiccaner (företrädesvis gardnerianer/alexandrianer) utför ritualerna skyclad det vill säga i rituell nakenhet.

### Etik
Wicca saknar oböjliga lagar eller regler, med undantag för dem som reglerar hur ett coven bör fungera. Däremot existerar etiska råd. Ett av dem är texten The Wiccan Rede, "det wiccanska rådet", som ger riktlinjer för hur man ska leva som wiccan. Dess huvudsakliga budskap är "An ye harm none, do what ye will", det vill säga "gör vad du vill, så länge det inte skadar någon". I detta innefattas individen själv, omgivningen och även naturen. Det wiccanska rådet utvecklades sannolikt mot bakgrund av Thomas Sydenhams (1624-1689) tolkning av Hippokrates ed, John Stuart Mills lidandeminimeringsprincip (1863) och Aleister Crowleys devis "Gör vad du vill är Lagens hela – Kärlek under Vilja" (1904). En prosaversion av det wiccanska rådet citerades av Doreen Valiente 1964. En poetisk version av det wiccanska rådet publicerades 1974 i tidskriften Earth Religion News.
Det wiccanska mytkomplexet utgör ett narrativt stoff ur vilket varje wiccan, med hjälp av urskillningsförmåga och omdöme, kan inse eftersträvansvärda egenskaper och levnadsvisdom.
Bland många wiccaner förekommer föreställningen om den s.k. "trefaldslagen": Varje – god eller ond – handling tänks leda till tre gånger så stora konsekvenser för den som handlar. Trefaldslagen ingick i en artikel av Raymond Buckland, publicerad i tidskriften Beyond 1968, men bygger sannolikt på en tankegång framlagd av Gardners översteprästinna Monique Wilson (1923-1982).